# Anaa (comune)
Anaa è un comune della Polinesia francese di 827 abitanti.
Il comune è composto da 4 atolli:
| Atollo                     | villaggio principale | Abitanti 2007 | terre emerse (km²) | laguna (km²) | Coordinate       |
| -------------------------- | -------------------- | ------------- | ------------------ | ------------ | ---------------- |
| comune associato di Anaa   |                      |               |                    |              |                  |
| Anaa                       | Tukuhora             | 461           | 38                 | 90           | 17°24′S 145°30′W |
| comune associato di Faaite |                      |               |                    |              |                  |
| Faaite                     | Hitianau             | 366           | 8,87               | 227          | 16°45′S 145°14′W |
| Motutunga                  | -                    | -             | 1,38               | 126          | 17°06′S 144°22′W |
| Tahanea                    | -                    | -             | 7,7                | 522,5        | 16°52′S 144°46′W |
| comune di Anaa             | Tukuhora             | 827           | 55,95              | 965,5        |                  |